# AN/PRC-152

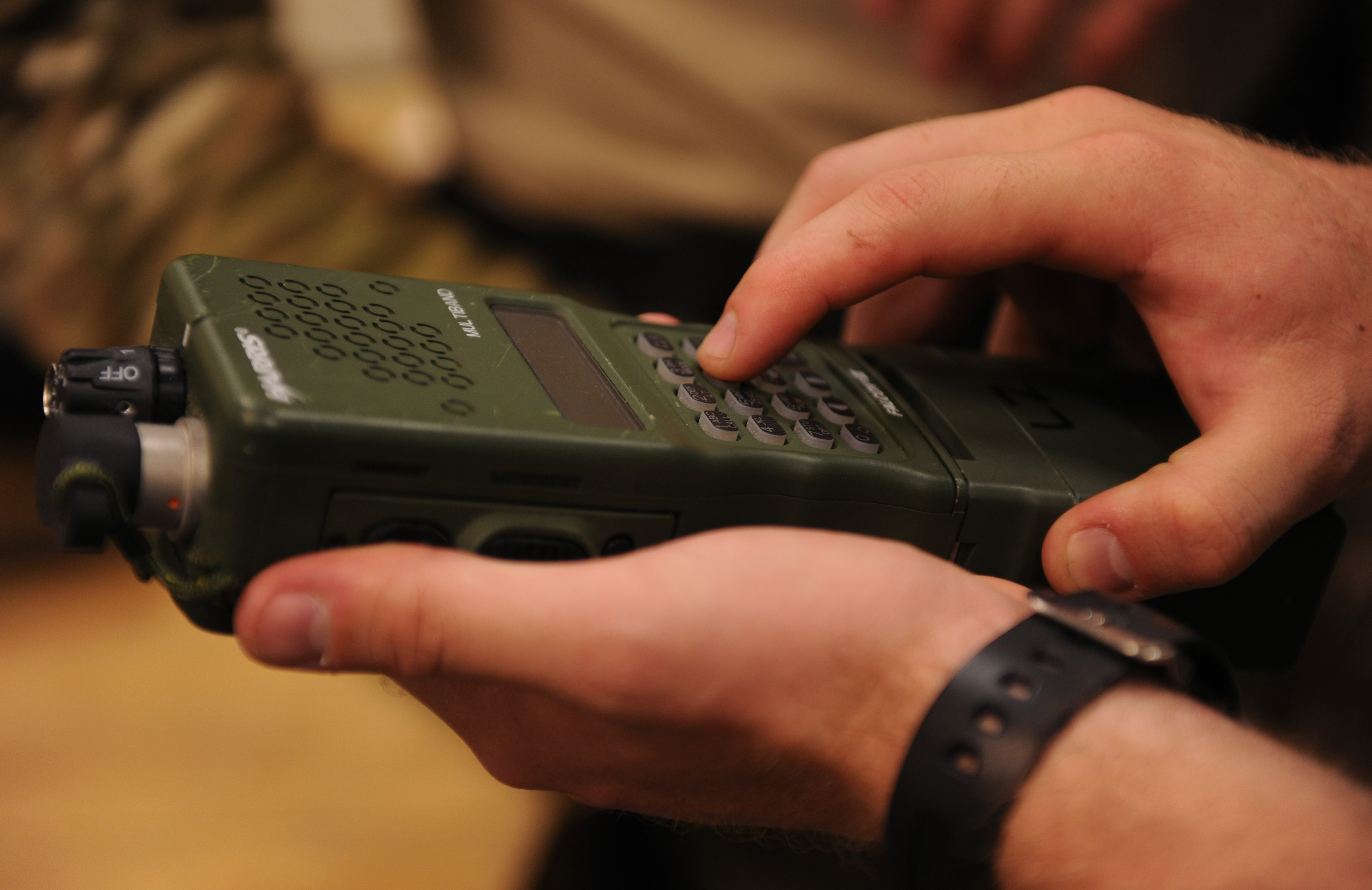
Радиостанция AN/PRC-152

AN/PRC-152 — американская военная портативная одноканальная рация тактического звена управления из семейства Falcon III. Разработана и производится Harris Corporation в Мелборне, Флорида. Соответствует требованиям JTRS. Первые поставки в армию США начались в октябре 2005. Является программно-определяемым радио (SDR), которое может быть существенно модернизировано программным путём.
Рации Harris поставляются, в частности, для украинской армии в рамках военно-технической помощи США.

## Основные технические характеристики
- Диапазон рабочих частот: 30-512 MHz, один канал
- Режимы передачи: ЧМ, АМ, PSK, CPM, FSK
- Точность настройки: 10 Гц
- Мощность: от 250 мВт до 5 Вт
- Подавление гармонических составляющих: не хуже −47 dBc
- Стабильность частоты: +/- 2.5 ppm
- Чувствительность (в ЧМ режиме): −116 dBm (12 dB SINAD)
- Избирательность по соседнему каналу: не хуже 55 dB
- Водонепроницаемость: 2 м (опция 20 м)
- Поддержка шифрования: есть (Агентство национальной безопасности США выдало сертификат на передачу данных высшего уровня секретности — top secret)
- Съёмный GPS-приёмник: есть
- Поддерживаемые протоколы (waveforms): HAVE QUICK II, APCO P25, SINCGARS
- Вес: 1,18 кг (с батареей и GPS)
- Внешние интерфейсы: RS-232, RS-422, USB(RS-232), гарнитура.